# Alto Alegre do Maranhão
Alto Alegre do Maranhão é um município brasileiro do estado do Maranhão. 

## História
Em 10 de novembro de 1994 foi elevada a categoria de município, desmembrando-se da Comarca de Bacabal.

## Geografia
O território do município de Alto Alegre do Maranhão é de 392,75 quilômetros quadrados, o que o coloca na posição 188 dentre os 217 municípios do estado do Maranhão.
Demografia
Sua população estimada em 2015 era de 38.434 habitantes. De acordo com o Censo Demográfico de 2022, a população do município era de 24.048 habitantes e a densidade demográfica era de 61,23 habitantes por quilômetro quadrado. Comparando-se com os outros municípios do Estado, ficava na posição 71 de 217.
| População no último censo [2022] | 24.048 pessoas                          |
| População estimada [2024]        | 24.543 pessoas                          |
| Densidade demográfica [2022]     | 61,23 habitante por quilômetro quadrado |

Fonte: IBGE
Educação
Em 2010, a taxa de escolarização de 6 a 14 anos de idade do município de Alto Alegre do Maranhão era de 95,5%. Comparando-se com outros municípios do Estado, ficava na posição 167 de 217. Em relação ao Índice de Desenvolvimento da Educação Básica (IDEB), no ano de 2023, o município de Alto Alegre do Maranhão, para os anos iniciais do ensino fundamental na rede pública, perfez o total de 4,6, e para os anos finais, 3,7.
| Taxa de escolarização de 6 a 14 anos de idade [2010              | 95,5 %           |
| IDEB – Anos iniciais do ensino fundamental (Rede pública) [2023] | 4,6              |
| IDEB – Anos finais do ensino fundamental (Rede pública) [2023]   | 3,7              |
| Matrículas no ensino fundamental [2023]                          | 3.727 matrículas |
| Matrículas no ensino médio [2023]                                | 1.012 matrículas |
| Docentes no ensino fundamental [2023]                            | 235 docentes     |
| Docentes no ensino médio [2023]                                  | 59 docentes      |
| Número de estabelecimentos de ensino fundamental [2023]          | 27 escolas       |
| Número de estabelecimentos de ensino médio [2023]                | 3 escolas        |

Fonte: IBGE
Economia
Em 2021, o PIB per capita do município de Alto Alegre do Maranhão era de R$ 10.801,55. Comparando-se com outros municípios do Estado, ficava na posição 67 de 217. Já o percentual de receitas externas em 2022 era de 95,99% o que o colocava na posição 1 de 217.
| Salário médio mensal dos trabalhadores formais [2022]                                             | 1,4 salários mínimos |
| Pessoal ocupado [2022]                                                                            | 2.030 pessoas        |
| População ocupada [2022]                                                                          | 8,44 %               |
| Percentual da população com rendimento nominal mensal per capita de até 1/2 salário mínimo [2010] | 53,4 %               |

Fonte: IBGE
Meio Ambiente
O bioma predominante em Alto Alegre do Maranhão é o cerrado. Em 2010, o município apresentava 21% de domicílios com esgotamento sanitário adequado, além de 46,9% de domicílios urbanos em vias públicas com arborização e 0% de domicílios em vias públicas com urbanização adequada.

## Últimos prefeitos eleitos
| Ano  | Prefeito               | Partido | Votos | %      | Ref    |
| ---- | ---------------------- | ------- | ----- | ------ | ------ |
| 2012 | Maninho de Alto Alegre | PTB     | 5.624 | 52,14  | [ 8 ]  |
| 2016 | Maninho De Alto Alegre | PDT     | 6.892 | 100,00 | [ 9 ]  |
| 2020 | Nilsilene do Liorne    | PL      | 7.594 | 55,13  | [ 10 ] |
| 2024 | Nilsilene do Liorne    | UNIÃO   | 7.613 | 50,97  | [ 11 ] |